# Kurpfälzische Amtsschaffnerei
 (février 2021).
Le Kurpfälzische Amtsschaffnerei (Administration du Palatinat du Rhin) est un bâtiment classé situé à Worms-Hochheim sur la Pfarrer-Joh. -W.-Weil-Strasse 4,.

## Histoire
Le bâtiment d'un seul étage, érigé en 1728 par le Oberfauth et Schaffner Johann Herrmann Otto,, abritait à l'origine le département administratif du Palatinat du Rhin. Les angles du bâtiment, mis en valeur par des pilastres, sont complétés par les fenêtres à crossette. Les montants de porte flanqués de têtes hermétiques se caractérisent par une qualité sculpturale particulière.